# Columbus Open 1981
Il Columbus Open 1981 è stato un torneo di tennis giocato sul cemento. È stata l'11ª edizione del Columbus Open, che fa parte del Volvo Grand Prix 1981. Si è giocato a Columbus negli USA, dal 3 al 9 agosto 1981.

## Campioni

### Singolare
Brian Teacher ha battuto in finale  John Austin con il punteggio di 6–3, 6–2

### Doppio
Bruce Manson /  Brian Teacher hanno battuto in finale  Anand Amritraj /  Vijay Amritraj con il punteggio di 6–1, 6–1